# Enrico Galiano

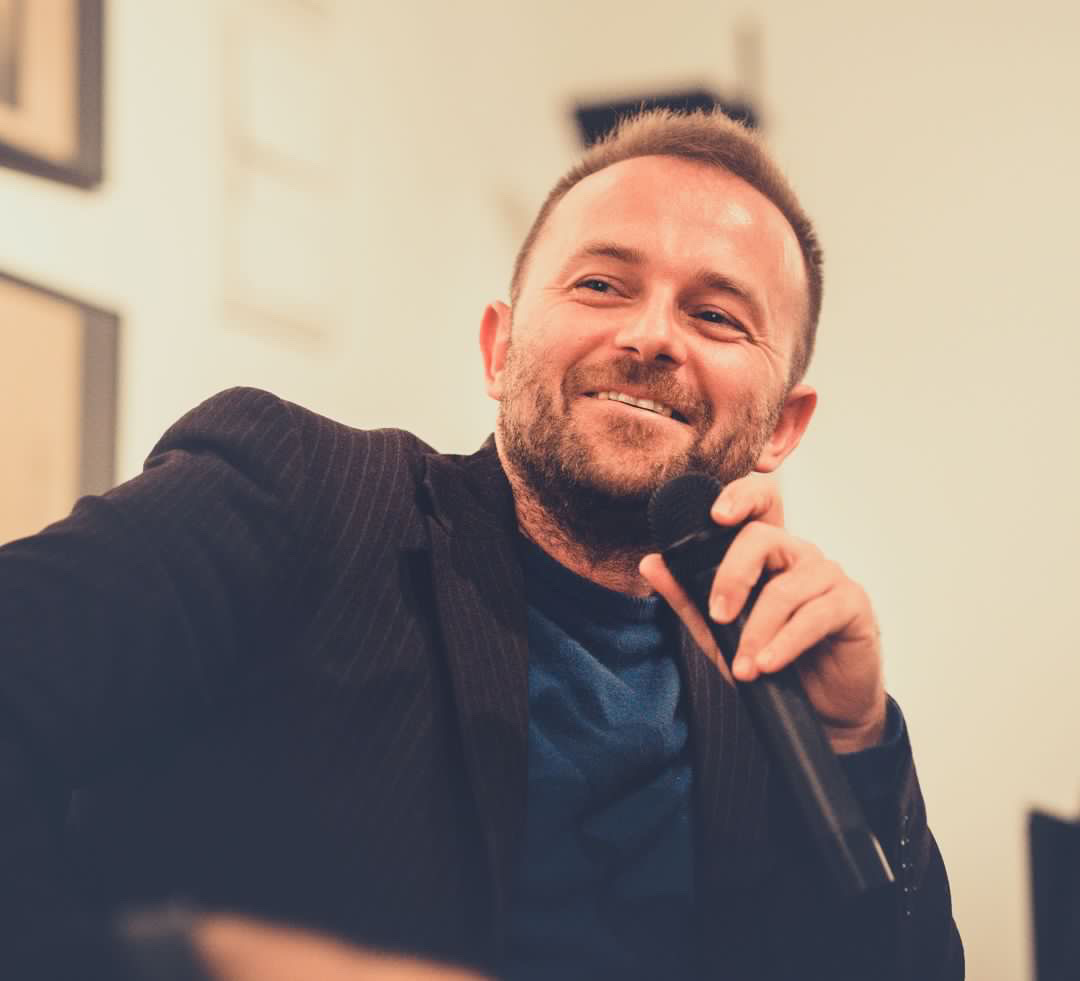
Enrico Galiano

Enrico Galiano (Pordenone, 1977) è uno scrittore e insegnante italiano.

## Biografia

### Vita privata e istruzione
Nasce a Pordenone nel 1977 da genitori di professione venditori ambulanti.
Dal 1996 al 2003 frequenta la facoltà di Lettere e Filosofia all'Università Ca' Foscari di Venezia, dove si laurea con un voto di 110 e lode, diventando la prima persona nella sua famiglia a completare gli studi universitari. Nella stessa università prende il diploma di Specializzazione e Abilitazione all'insegnamento, dopo aver frequentato la Scuola di specializzazione all'insegnamento secondario (SSIS) dal 2007 al 2009.
Prima di diventare insegnante pratica diversi lavori, come il cameriere, l'educatore e il pubblicitario. Nel 2006, a 29 anni, comincia a insegnare in una scuolaed è entrato in ruolo nel 2009.
Galiano ha una figlia.

### Carriera da insegnante
Dal 2023 insegna italiano, storia e geografia alle scuole medie dell'istituto comprensivo di Chions, in provincia di Pordenone.
Molto apprezzato per il suo modo di insegnare alternativo, Galiano viene spesso paragonato a John Keating, il professore del film L'attimo fuggente.
Nel 2015 si è conquistato un posto nella lista dei 100 insegnanti migliori d'Italia stilata dal sito web Masterprof.it, mentre nel 2020 è stato inserito da Il Sole 24 Ore nella classifica dei 10 professori più influenti in Italia che sono diventati dei punti di riferimento online.
Molto attivo sui social, nel 2015 ha creato una webserie chiamata Cose da prof, che nel tempo ha superato le 20 milioni di visualizzazioni.
Grazie alle sue lezioni originali è diventato uno degli insegnanti che partecipano al programma La Banda dei FuoriClasse, trasmesso da Rai Gulp.
Dal 2021 Galiano è in tour nei teatri con spettacoli teatrali di divulgazione, dove si rivolge agli spettatori come se fossero una classe vera e propria e presenta una lezione, usando però una chiave comica e ironica. Dal 2022, invece, è presente in teatro il progetto Prof, posso andare in bagno?, nel quale Galiano racconta aneddoti divertenti accaduti tra i banchi di scuola. L'ultimo spettacolo prodotto è Sei un mito! Scopri chi sei attraverso i miti greci, dove i racconti dei miti greci vengono usati come chiave per capire il presente e la propria vocazione. I ricavati vengono donati all'organizzazione Still I rise, per il sostentamento della costruzione di scuole in tutto il mondo.

### Carriera da scrittore
Nel 2017 pubblica il suo romanzo d'esordio, Eppure cadiamo felici, che vince la quarta edizione del Premio Internazionale di Letteratura Città di Como per la miglior opera prima e la dodicesima edizione del Premio per la Cultura Mediterranea per la sezione narrativa per giovani. Nel 2023 questo romanzo è stato tradotto e pubblicato in francese, in tedesco, in polacco e in olandese. Da questo romanzo è stata tratta la serie tv omonima, trasmessa su Raiplay.
Negli anni successivi, con la casa editrice Garzanti, pubblica i romanzi Tutta la vita che vuoi (2018), Più forte di ogni addio (2019) e Dormi stanotte sul mio cuore (2020). Nel 2021 viene pubblicato Felici contro il mondo, il seguito di Eppure cadiamo felici. Nel 2023 esce il romanzo semi-autobiografico Geografia di un dolore perfetto e nel 2024 Una vita non basta, che è una sorta di spin-off di Eppure cadiamo felici. 
Nel 2019 pubblica il libro Basta un attimo per tornare bambini, illustrato da Sara Di Francescantonio.
Sempre con Garzanti vengono pubblicati anche due saggi, L'arte di sbagliare alla grande nel 2020 e Scuola di felicità per eterni ripetenti nel 2022.
Nel 2022, con la casa editrice Salani, Galiano pubblica il suo primo racconto per ragazzi, La società segreta dei salvaparole, nel quale figurano alcune illustrazioni di Stefano Tambellini. Questo libro mira a trasmettere la bellezza e l'importanza del linguaggio e ad avvicinare i più giovani al mondo della lettura.

## Opere

### Romanzi
- Eppure cadiamo felici, Garzanti, 2017, ISBN 9788811672319.
- Tutta la vita che vuoi, Garzanti, 2018, ISBN 9788811689423.
- Più forte di ogni addio, Garzanti, 2019, ISBN 9788811605232.
- Basta un attimo per tornare bambini, Garzanti, 2019, ISBN 9788811608882.
- Dormi stanotte sul mio cuore, Garzanti, 2020, ISBN 9788811607205.
- Felici contro il mondo, Garzanti, 2021, ISBN 9788811815402.
- Geografia di un dolore perfetto, Garzanti, 2023, ISBN 9788811815419
- Una vita non basta, Garzanti, 2024, ISBN 9788811011743
- Quel posto che chiami casa, Garzanti, 2025, ISBN 9788811003342

### Saggi
- L'arte di sbagliare alla grande, Garzanti, 2020, ISBN 9788811815426.

- Scuola di felicità per eterni ripetenti, Garzanti, 2022, ISBN 9788811003359.

### Racconti per ragazzi
- La società segreta dei salvaparole, illustrazioni di Stefano Tambellini, Salani, 2022, ISBN 8831012894.
- L'incredibile avventura di un super-errore, illustrazioni di Stefano Tambellini, Salani, 2024, ISBN 9788831018876

### Libri illustrati
- Basta un attimo per tornare bambini, illustrazioni di Sara Di Francescantonio, Garzanti, 2019, ISBN 9788811608882.

## Programmi televisivi
- La banda dei fuoriclasse (RaiGulp, 2020-2021)
- Itaca – Un mare di storie (RaiPlay, 2025)

## Riconoscimenti
- Nel 2017 vince il Premio Internazionale Città di Como con il romanzo Eppure cadiamo felici
- Nel 2018 vince il Premio per la Cultura Mediterranea con il romanzo Eppure cadiamo felici
- Nel 2023 vince il Premio Bancarellino con il libro per ragazzi La società segreta dei salvaparole[21]
- Nel 2024 vince il Nastro d'Argento per il Miglior Soggetto per il film Il Punto di Rugiada, di Marco Risi[22]